# Kulovník grónský
Kulovník grónský (Himantolophus groenlandicus) je druh hlubokomořské ryby. Poprvé ho popsal profesor zoologie na Kodaňské univerzitě Johan Reinhardt. Druhové jméno pochází od toho, že holotyp byl objeven v roce 1833 na pobřeží nedaleko grónského Nuuku. Kulovník grónský však žije převážně v teplých mořích celého světa až do hloubky 1830 m.
U kulovníků existuje výrazný pohlavní dimorfismus. Samice dosahuje délky 60 cm a hmotnosti 11 kg, zatímco samec měří maximálně 4 cm. Na rozdíl od většiny jiných ďasů však samci nežijí paraziticky.
Tělo má přibližně kulovitý tvar, pro který je přirovnáváno k fotbalovému míči. Má šedohnědou až černou barvu, místo šupin je kryto kostěnými destičkami, spodní čelist je výrazně vysunutá před horní. Z temene vyrůstá světélkující illicium, na které kulovníci lákají kořist.
Kulovníky se živí vorvaň obrovský.